# Lavergne (Lot)
Lavergne is een gemeente in het Franse departement Lot (regio Occitanie) en telt 417 inwoners (2005). De plaats maakt deel uit van het arrondissement Gourdon.

## Geografie
De oppervlakte van Lavergne bedraagt 8,8 km², de bevolkingsdichtheid is 47,4 inwoners per km².
De onderstaande kaart toont de ligging van Lavergne (Lot) met de belangrijkste infrastructuur en aangrenzende gemeenten.

## Demografie
Onderstaande figuur toont het verloop van het inwonertal (bron: INSEE-tellingen).